# IV edició dels Premis Platino
La IV edició dels Premis Platino, presentats per la Entitat de Gestió de Drets dels Productors Audiovisuals i Federació Iberoamericana de Productors Cinematogràfics i Audiovisuals, van honrar el millor del cinema iberoamericà estrenat en 2016. La cerimònia va tenir lloc el 22 de juliol de 2017 a la Caja Mágica de Madrid, Espanya. Les candidatures a nominacions es van presentar el 4 d’abril de 2017. Les nominacions van ser anunciades el 31 de maig.
La gala va estar presentada per l'actriu i cantant uruguaiana Natalia Oreiro, que ja va aparèixer en l'anterior edició, i per l'imitador Carlos Latre.
La pel·lícula que va rebre el major nombre de nominacions va ser Un monstre em ve a veure.

## Nominats i guanyadors
Els guanyadors encapçalen cada categoria.
| Millor pel·lícula iberoamericana de ficció - El ciudadano ilustre - Aquarius - El hombre de las mil caras - Julieta - Neruda | Millor direcció - Pedro Almodóvar — Julieta - Juan Antonio Bayona — Un monstre em ve a veure - Mariano Cohn i Gastón Duprat — El ciudadano ilustre - Pablo Larraín — Neruda - Kleber Mendonça Filho — Aquarius                                                                    |
| Millor interpretació femenina - Sônia Braga — Aquarius - Juana Acosta — Anna - Angie Cepeda — La semilla del silencio - Natalia Oreiro — Gilda, no me arrepiento de este amor - Emma Suárez — Julieta | Millor interpretació masculina - Oscar Martínez — El ciudadano ilustre - Damián Alcázar — La delgada línea amarilla - Alfredo Castro — Desde allá - Eduard Fernández — El hombre de las mil caras - Luis Gnecco — Neruda                                                          |
| Millor guió - El ciudadano ilustre — Andrés Duprat - El acompañante – Alejandro Brujes, Pierre Edelman, Pavel Giroud - El hombre de las mil caras — Rafael Cobos, Alberto Rodríguez Librero - La delgada línea amarilla — Celso García - Neruda — Guillermo Calderón                                                  | Millor música original - Julieta — Alberto Iglesias - Esteban — Chucho Valdés - La luz incidente — Mariano Loiácomo - Neruda — Federico Jusid - Un monstre em ve a veure — Fernando Velázquez                                                                                     |
| Millor pel·lícula d'animació - Psiconautas, los niños olvidados - Bruxarias - La leyenda del Chupacabras - Ozzy - Teresa eta Galtzagorri (Teresa y Tim) | Millor pel·lícula documental - Nacido en Siria — Hernán Zin - Atrapados en Japón - Cinema Novo - Frágil equilibrio - Todo comenzó por el fin |
| Millor opera prima de ficció - Desde allá — Lorenzo Vigas - La delgada línea amarilla - Rara - Tarde para la ira - Viejo calavera | Cinema i Educació en Valors - Esteban — Jonal Cosculluela - El acompañante - El Jeremías - Rara - Un monstre em ve a veure |
| Millor direcció artística - Un monstre em ve a veure — Eugenio Caballero - Cartas da Guerra — Nuno Gabriel De Mello - La luz incidente — Ailí Chen - La reina de España — Juan Pedro de Gaspar - La mort de Lluís XIV — Sebastián Vogler                                                                              | Millor direcció de fotografia - Un monstre em ve a veure — Óscar Faura - Boi Neon — Diego García - Cartas da Guerra — João Ribeiro - La luz incidente — Guillermo Nieto - Las elegidas — Carolina Costa                                                                           |
| Millor direcció de muntatge - Un monstre em ve a veure — Jaume Martí, Bernat Vilaplana - Desde allá — Isabela Monteiro de Castro - La delgada línea amarilla — Jorge Arturo García - Que Dios nos perdone — Alberto del Campo, Fernando Franco García - Sin muertos no hay carnaval — Sebastián Cordero, Jorge García | Millor direcció de so - Un monstre em ve a veure — Peter Glossop, Marc Orts, Oriol Tarragó - Cartas da Guerra — Ricardo Leal, Tiago Matos - Desde allá — Waldir Xavier - Desierto — Sergio Díaz - El hombre de las mil caras — Diego de Zayas, José Antonio Manovel, César Molina |
| Millor telesèrie iberoamericana - Cuatro estaciones en La Habana - Bala loca - El marginal - El ministerio del tiempo - La niña - Velvet | |

## Nominacions per producció
| Pel·lícula                            | País(os)                  | Nominacions | Premis |
| ------------------------------------- | ------------------------- | ----------- | ------ |
| Un monstre em ve a veure              | Espanya                   | 7           | 4      |
| Neruda                                | Xile, Argentina, Espanya  | 5           | —      |
| Desde allá                            | Mèxic, Veneçuela          | 4           | 1      |
| El ciudadano ilustre                  | Argentina, Espanya        | 4           | 3      |
| El hombre de las mil caras            | Espanya                   | 4           | —      |
| Julieta                               | Espanya                   | 4           | 2      |
| La delgada línea amarilla             | Mèxic                     | 4           | —      |
| Aquarius                              | Brasil                    | 3           | 1      |
| Cartas da Guerra                      | Portugal                  | 3           | —      |
| La luz incidente                      | Argentina, Uruguai        | 3           | —      |
| El acompañante                        | Cuba, Veneçuela, Colòmbia | 2           | —      |
| Esteban                               | Cuba, Espanya             | 2           | 1      |
| Rara                                  | Argentina, Xile           | 2           | —      |
| 2016. Nacido en Siria                 | Espanya                   | 1           | 1      |
| Anna                                  | Colòmbia                  | 1           | —      |
| Atrapados en Japón                    | Xile                      | 1           | —      |
| Bala loca                             | Xile                      | 1           | —      |
| Boi Neon                              | Brasil, Uruguai           | 1           | —      |
| Bruxarias                             | Espanya, Brasil           | 1           | —      |
| Cinema Novo                           | Brasil                    | 1           | —      |
| Cuatro estaciones en La Habana        | Cuba, Espanya             | 1           | 1      |
| Desierto                              | Mèxic                     | 1           | —      |
| El Jeremías                           | Mèxic                     | 1           | —      |
| El marginal                           | Argentina                 | 1           | —      |
| El ministerio del tiempo              | Espanya                   | 1           | —      |
| Frágil equilibrio                     | Espanya                   | 1           | —      |
| Gilda, no me arrepiento de este amor  | Argentina                 | 1           | —      |
| La leyenda del Chupacabras            | Mèxic                     | 1           | —      |
| La mort de Lluís XIV                  | Espanya, Portugal         | 1           | —      |
| La niña                               | Colòmbia                  | 1           | —      |
| La reina de España                    | Espanya                   | 1           | —      |
| La semilla del silencio               | Colòmbia                  | 1           | —      |
| Las elegidas                          | Mèxic                     | 1           | —      |
| Ozzy                                  | Espanya                   | 1           | —      |
| Psiconautas, los niños olvidados      | Espanya                   | 1           | 1      |
| Que Dios nos perdone                  | Espanya                   | 1           | —      |
| Sin muertos no hay carnaval           | Equador, Mèxic            | 1           | —      |
| Tarde para la ira                     | Espanya                   | 1           | —      |
| Teresa eta Galtzagorri (Teresa y Tim) | Espanya                   | 1           | —      |
| Todo comenzó por el fin               | Colòmbia                  | 1           | —      |
| Velvet                                | Espanya                   | 1           | —      |
| Viejo calavera                        | Bolívia                   | 1           | —      |

## Nominacions pe país
| País      | Nominacions | Premis |
| --------- | ----------- | ------ |
| Espanya   | 40          | 13     |
| Argentina | 16          | 3      |
| Mèxic     | 13          | 1      |
| Xile      | 9           | –      |
| Brasil    | 6           | 1      |
| Veneçuela | 6           | 1      |
| Colòmbia  | 6           | –      |
| Cuba      | 5           | 2      |
| Portugal  | 4           | –      |
| Uruguai   | 4           | –      |
| Bolívia   | 1           | –      |
| Equador   | 1           | –      |